# This Is Somewhere
This Is Somewhere es el segundo álbum de estudio de la banda de rock estadounidense Grace Potter and the Nocturnals, y el primer publicado oficialmente por el sello discográfico Hollywood Records. El álbum debutó en la posición #119 en el Billboard Top 200 el 25 de abril de 2007 y en el #1 en el Billboard Heatseekers.
El título del álbum hace referencia a Everybody Knows This Is Nowhere de Neil Young. La canción «Apologies» ha sido incluido en los shows de televisión Kyle XY, One Tree Hill, and Brothers & Sisters, y la canción «Falling or Flying» ha sido incluido en Grey's Anatomy and ER.

## Lista de canciones
| Edición estándar |                          |          |  |
| N.º              | Título                   | Duración |  |
| 1.               | «Ah Mary»                | 4:36     |  |
| 2.               | «Stop the Bus»           | 3:52     |  |
| 3.               | «Apologies»              | 5:12     |  |
| 4.               | «Ain't No Time»          | 3:27     |  |
| 5.               | «Mr. Columbus»           | 3:41     |  |
| 6.               | «You May See Me»         | 4:27     |  |
| 7.               | «Lose Some Time»         | 5:22     |  |
| 8.               | «Mastermind»             | 3:58     |  |
| 9.               | «Here's to the Meantime» | 3:59     |  |
| 10.              | «Falling or Flying»      | 4:57     |  |
| 11.              | «Big White Gate»         | 4:56     |  |

- Edición japonesa - Bonus track

|     |                     |          |  |  |  |  |  |  |  |  |
| N.º | Título              | Duración |  |  |  |  |  |  |  |  |
| 12. | «Belladonna»        | 3:43     |  |  |  |  |  |  |  |  |
| 13. | «Over Again» (8:50) |          |  |  |  |  |  |  |  |  |

- Bonus track - iTunes

|     |                       |          |  |  |  |  |  |  |  |  |
| N.º | Título                | Duración |  |  |  |  |  |  |  |  |
| 12. | «If I Was from Paris» | 3:51     |  |  |  |  |  |  |  |  |

- Barnes & Noble Bonus Track

|     |                         |          |  |  |  |  |  |  |  |  |
| N.º | Título                  | Duración |  |  |  |  |  |  |  |  |
| 12. | «Til the Morning Comes» | 3:47     |  |  |  |  |  |  |  |  |